# Brad Decker
Bradley David Decker (* 19. März 1975) ist ein US-amerikanischer Komponist, Musiker und Musikpädagoge.
Decker studierte von 1993 bis 1998 an der Eastern Illinois University in Charleston Komposition bei Peter Hesterman und Paul Hayden und Klarinette bei Richard Barta. Nach dem Bachelorabschluss setzte er das Kompositionsstudium bei Kenneth Jacobs an der University of Tennessee fort. Von 2000 bis 2005 absolvierte er ein Dissertationsstudium an der University of Illinois at Urbana-Champaign (Komposition bei Zack Browning, Erik Lund, Heinrich Taube, Stephen Taylor und Scott Wyatt und Kontrabass bei Michael Cameron). Seine Dissertation schrieb er über die späte Kammermusik von Franco Donatoni.
Ab 2006 unterrichtete er Komposition, elektronische Musik und Kontrapunkt an der Illinois Wesleyan University in Bloomington, seit 2008 lehrt er Musiktheorie und Komposition an der Eastern Illinois University. Er war 2004 Finalist des Concurso Internacional de Música Eletroacústica de São Paulo und 2005 des ASCAP/SEAMUS-Wettbewerbes für junge Komponisten und der Pierre Schaeffer International Competition of Computer Music. In seinen Werken verbindet er Musique concrète, digitale Klangerzeugung und Instrumentalmusik mit Liveimprovisation und multimedialen Elementen (Videos, Skulpturen und Texte).

## Werke
- Bob für Klavier, 2002
- Minimus für Kontrabass und Perkussion, 2002
- Montage, digitale Komposition, 2003
- Contact für Kammerorchester, 2003
- Podia für Klavier und digitale Klänge, 2004
- Anamnesis, digitale Komposition, 2005
- Versus für zwei Klaviere und Perkussion, 2005
- Bembero, digitale Komposition, 2006
- Lo Siento, digitale Komposition, 2007
- Vault für 8 elektronisch verstärkte Trompeten, 2012
- Mission Creep für Klarinette, Violine, Cello und Klavier, 2013
- Karma is a Cruel Mistress für Kontrabass und Computer, 2017
- Sudden Death für Kontrabass und Computer, 2018
- Ripple für Flöte, Marimba und Computer, 2019